# Am Bilstein (Hückeswagen)

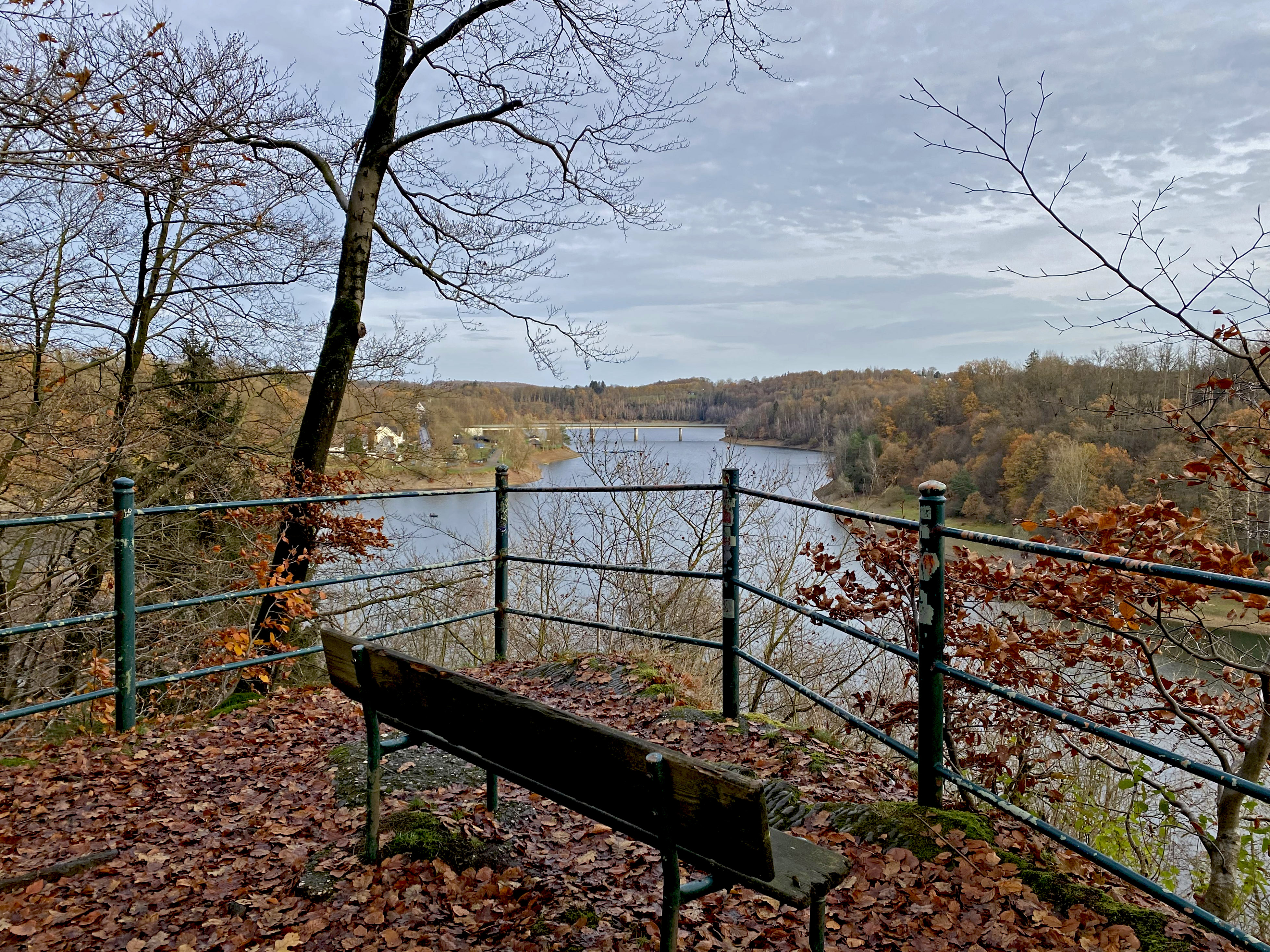
Aussichtspunkt am Bilstein -Wuppertalsperre mit Kräwinkler Brücke

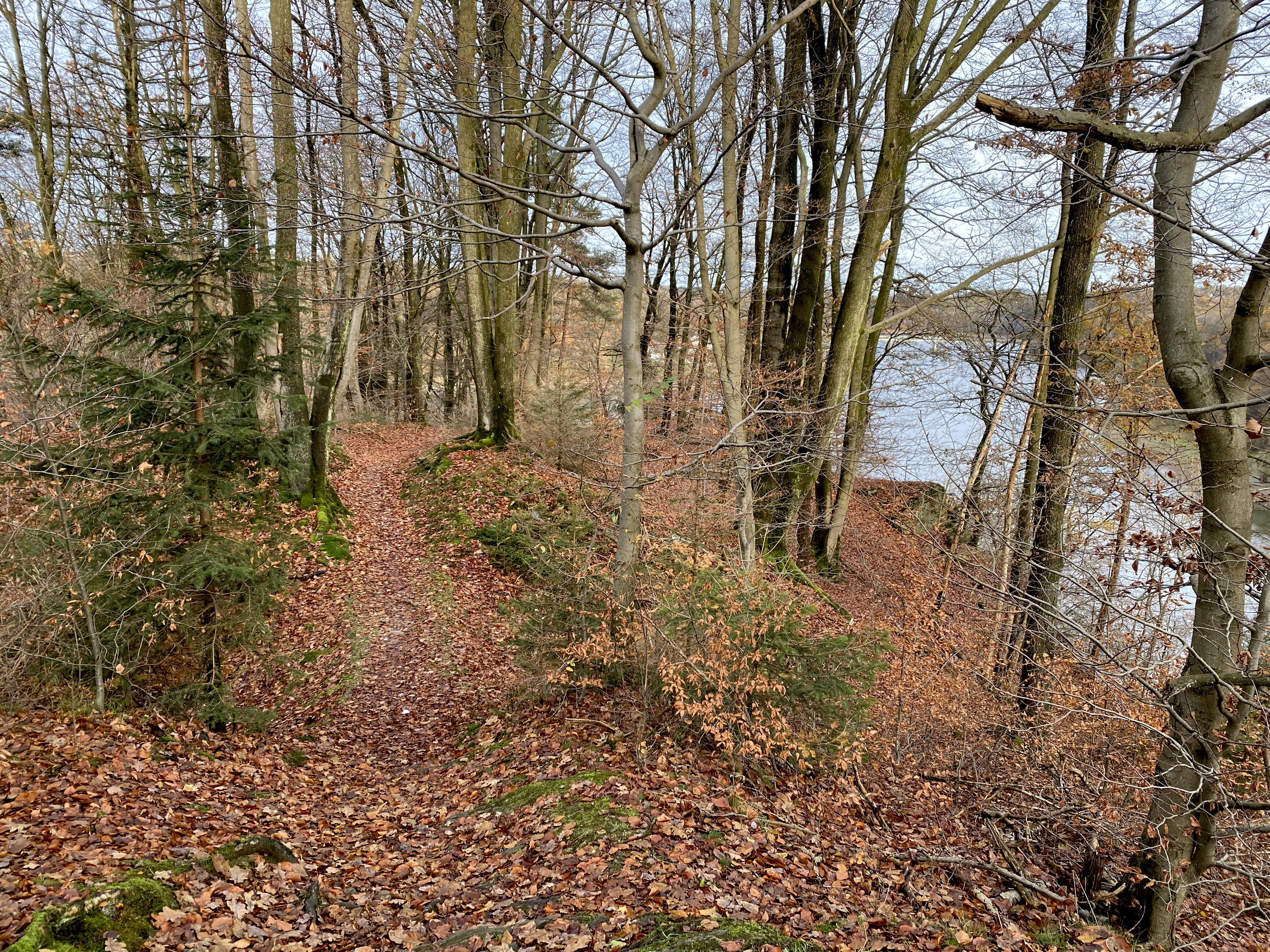
Ringwallanlage mit Weg zum Aussichtspunkt

Am Bilstein ist eine Flurbezeichnung in Hückeswagen.

## Lage
Die Ortslage liegt heute unmittelbar an der Wuppertalsperre. Die benachbarten Ortschaften heißen Dürhagen, Hammerstein und Voßhagen. Zu erreichen ist dieser Ort über den Wanderweg A 7, von dem ein kleiner Nebenweg abzweigt (beschildert). Dort befindet sich ein mit einem Geländer gesicherter Aussichtspunkt mit Panoramablick auf die Talsperre. Vor dem Bau der Talsperre blickte man von dort auf die Ortschaft Dörpe.
Der Aussichtspunkt ist auf der Ringwallanlage Am Bilstein gelegen.